# Mayra Jordán
Mayra Alejandra “China”  Jordán (nacida el 2 de julio de 1994) es una futbolista panameña que juega como mediocampista.

## Trayectoria
Jugó para la selección provincial de Veraguas en diferentes torneos regionales y nacionales.

## Selección nacional

### Categorías inferiores
Fue convocada por la selección sub-17 de Panamá para disputar el Campeonato Femenino Sub-17 de la Concacaf de 2010 en donde jugó 4 partidos. También fue convocada por la selección sub-20 de Panamá para disputar el Campeonato Femenino Sub-20 de la Concacaf de 2012 en donde jugó 5 partidos y anotó 1 gol.

### Selección absoluta
Jordán debutó con la selección absoluta de Panamá durante los Juegos Centroamericanos de 2013.